# Trichoglottis scandens
Trichoglottis scandens är en orkidéart som beskrevs av Johannes Jacobus Smith. Trichoglottis scandens ingår i släktet Trichoglottis och familjen orkidéer. Inga underarter finns listade i Catalogue of Life.